# Diadophis punctatus arnyi
Diadophis punctatus arnyi is een slang uit de familie toornslangachtigen (Colubridae) en de onderfamilie Dipsadinae. Het is een van de dertien ondersoorten van de ringnekslang (Diadophis punctatus). De ondersoort werd voor het eerst wetenschappelijk beschreven door Robert Kennicott in 1859.
Diadophis punctatus arnyi komt voor in de Verenigde Staten en meer specifiek de staten Arkansas, Kansas, Oklahoma, Texas en Wisconsin. De habitat bestaat uit laaglanden, de slang schuilt onder stenen en houtblokken.
De slang bereikt een lichaamslengte van 17 tot 50 centimeter. De lichaamskleur is grijs. De buikzijde is geel tot oranje gekleurd en de onderzijde van de staart is roodoranje gekleurd. De buikzijde is voorzien van een vlekkenpatroon dat bestaat uit een enkele rij zwarte, halvebolvormige vlekken op het midden. De ring om de nek waaraan de soortnaam te danken is, is meestal goed zichtbaar.